# Mszczuje
Mszczuje (deutsch Moorbrück) ist ein Dorf in der polnischen Woiwodschaft Westpommern. Das Dorf bildet einen Teil der Gmina Nowe Warpno (Stadt- und Landgemeinde Neuwarp) im Powiat Policki (Pölitzer Kreis). Mszczuje liegt etwa 30 km nordwestlich von Stettin (Szczecin) und etwa 20 km nordwestlich von Police (Pölitz).

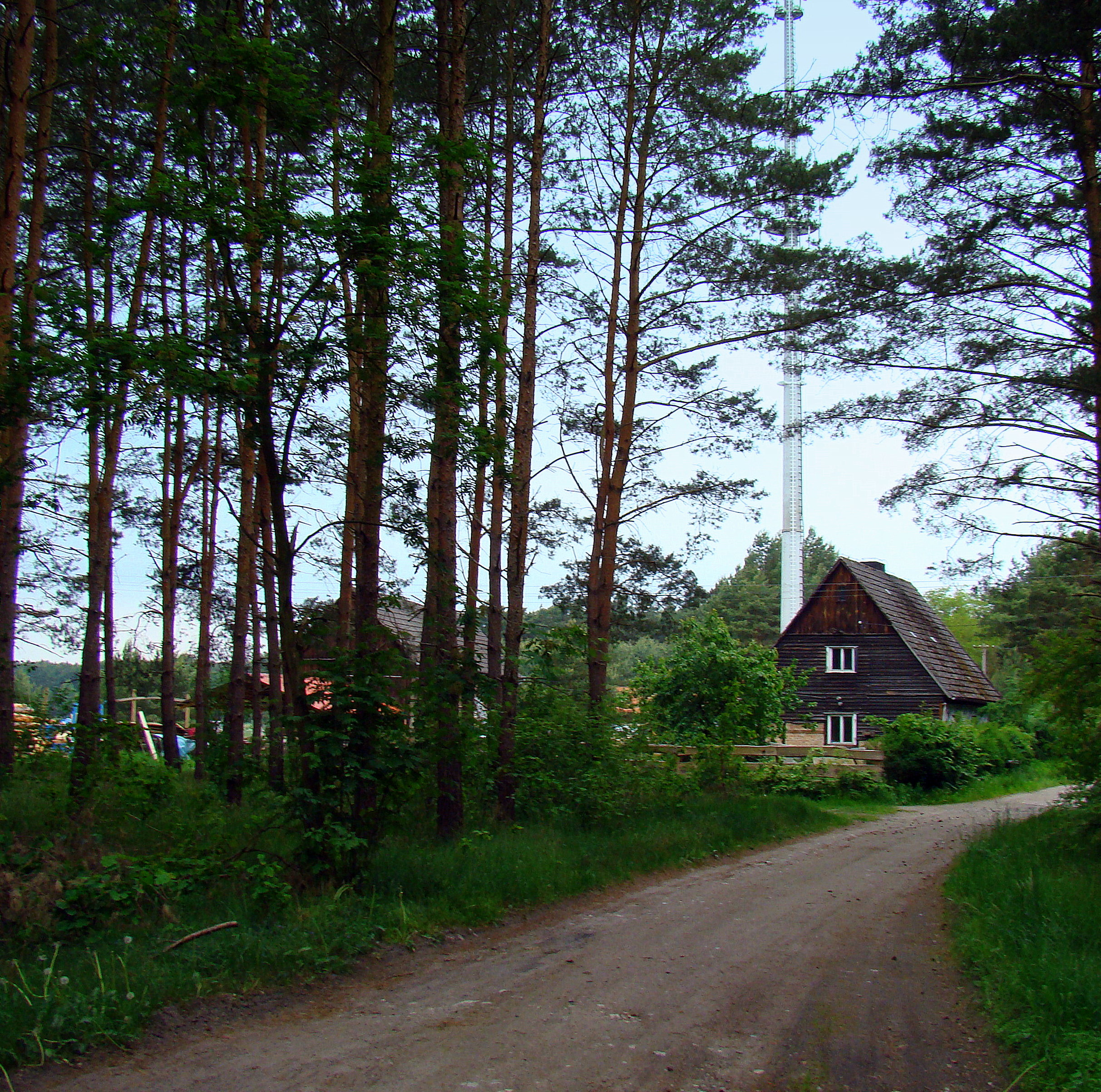
Straße am Ortseingang nach Mszczuje